# Ванс, Жан Гаспар де
Жан Гаспар де Ванс (фр. Jean Gaspard de Vence; 6 апреля 1747, Марсель — 12 марта 1808, Тоннер) — французский капер, адмирал и морской префект Тулона.

## Биография
В 1762 году в возрасте 15 лет поступил в торговый флот в Байонне, отплыл в Сан-Доминго где через несколько лет стал капитаном.
Перешел в королевский флот, где служил на 74-пушечном линейном корабль «Le Protecteur», изучал математику и навигацию. Затем вернулся в торговый флот, и в 1767 году на корабле «L’Auguste» совершил круиз вдоль побережья Африки, но недалеко от мыса Святого Филиппа попал в кораблекрушение и более четырёх месяцев добирался до Марселя, потеряв половину команды от цинги.

### Корсар и война в Северной Америке
В 1776 году переехал на Мартинику, где в начале американской войны за независимость получил от Конгресса право на каперство под американским флагом. Служил в качестве капитана шебеки «La Victoire». В мае 1777 года, командуя 14-пушечным каперским судном «Le Tigre» захватил 24-пушечное британское торговое судно с грузом на сумму 500 000 фунтов. В течение 18 месяцев, курсировал в Вест-Индии, провел 40 боев и захватил 211 призов, заработав репутацию самого грозного корсара Карибского бассейна (британский парламент оценил его голову в 2 миллиона фунтов).
После объявления Людовиком XVI войну Англии вернулся на службу во французский флот, принял участие в вторжении в Доминику, где во главе 400 пиратов захватил форт Cachacrou. В награду за удачную операцию получил звание лейтенанта и 20 сентября 1778 года назначен командиром корабля «La Truite». Под командованием адмирала д’Эстена принял участие в битве у Сент-Люсии. 1 января 1779 года назначен командиром корабля «La Ceres». 2 июля 1779 года отличился при захвате острова Гренада, где во главе 80 гренадеров напал на британские позиции и захватил флаг противника, за который был удостоен звания капитана. Участвовал в осаде Саванны.
В 1780 году был назначен командиром порта Гренада, но вскоре ложно обвинен в продаже судового оборудования и был вынужден уйти в отставку. Во время возвращения домой его корабль был потоплен англичанами, и де Ванс, добравшись до Лиссабона, а затем Кадиса, поступил добровольцем в объединенный франко-испанский флот под командованием адмирала д’Эстена.

### Адмирал во время французской революции
С началом французской революции вступил в Национальную гвардию в Париже под командованием маркиза Лафайета. 10 ноября 1792 года восстановлен в Военно-морской флот в звании капитана (старые обвинения были сняты). Командуя 74-пушечным линейным кораблем «Le Duquesne» во главе небольшой эскадры, доставил из Леванта и Туниса груз пшеницы в голодающую Францию, преодолев британскую блокаду. По прибытии в Тулон принял под командование линейный корабль «Heureux». 16 ноября 1793 года получил звание контр-адмирала.
Проходя службу в Бресте, сопровождал конвой вдоль атлантического побережья Франции из Бордо до Лорьяна, однако был атакован британским флотом под командованием адмирала Уильяма Корнуоллиса и был вынужден укрыться на острове Бель-Иль. Вышедший ему на помощь французский флот в начале вынудил англичан отойти, но затем был разбит в битве у острова Груа.
С 24 июня по 8 декабря 1795 года — командующий дивизией морской пехоты Лорьяне, а в 1796 году, будучи заместителем командира эскадры адмирала Луи Вилларе-Жуайёза выступил против экспедиции генерала Луи Гоша в Ирландию. После переворота 18 фрюктидора был переведен в Тулон, принимал активное участие в подготовке флота для египетской экспедиции и создании баз снабжения в Италии, на острове Мальта и в Египте. С 25 мая 1799 года переведён в Рошфор.
С 20 июля 1800 года — морской префект из Тулона, был ответственным за формирование эскадры адмирала Шарля Линуа, которая одержала 13 июня 1801 году победу в битве у Альхесираса. В 1802 году — командир эскадры Бреста, затем командовал эскадрой Булонского лагеря.
30 сентября 1803 года он вышел в отставку. Умер 11 марта 1808 года в Тоннере, похоронен на кладбище прихода Сен-Пьер.